# 방실차단
방실차단에 대해 설명한다.

## 정상적인 심장 박동
심장은 전신에 피를 순환시켜주는 일종의 펌프 역할을 하는 기관으로서, 좌우에 각각 심방과 심실이 있으며, 근육으로 구성된다. 이 근육들이 조화로운 율동에 맞춰 수축하면서 심장 내부의 피를 혈관을 통해 전신으로 순화를 시키게 된다. 심장이 하루 종일 규칙적으로, 또 네 개의 방이 조화를 이루며 심박동을 유지할 수 있는 이유는 심장 내에 미세한 전기 흐름이 규칙적으로 반복되는 전기 전도계가 존재하기 때문이다. 심장박동의 기원이 되는 즉 심장이 뛰도록 신호를 만들어 내는 곳을 의학적인 용어로 동방 결절이라고 하고. 동방결절에서 만들어진 전기신호가 심방을 통과하여 심실로 전달되는 과정에서 연결통로가 되는 곳을 방실결절이라고 한다. 다시 말해, 동방결절에서 시작된 전기 신호가 방실결절을 지나 심실에 도달하면 비로소 한 번의 심실수축, 즉 심장박동이 이루어지게 된다.

## 방실 차단이란?
방실 차단은, 동방결절에서 심장 박동을 유지하기 위한 적절한 전기신호가 만들어짐에도 불구하고, 방실 결절을 통해 심실로의 전기신호가 제대로 전달되지 못하는 경우를 말한다. 그래서 맥박이 비정상적으로 느려지게 되는 병이다. 어지럼증이나 운동 시 호흡곤란, 실신 등을 일으키며, 드물지만 급사의 원인이 될 수도 있다.

## 치료: 인공 심박동기
완전 방실차단으로 인한 호흡곤란, 어지러움, 실신 등의 증상을 완화하고 급사의 위험성을 줄이기 위해 인공 심박동기를 삽입하게 된다. 기본적으로 인공 심박동기는, 건전지와 기본 전자 칩이 내장된 있는 기계 본체와 심장을 연결해주는 전극선으로 구성되어 있다. 특별한 문제가 없는 경우 대부분 왼쪽 앞가슴 피부를 4cm 정도 절개하여 피부밑에 기계를 위치시키게 되며, 기계와 연결된 전극선은 혈관을 통해 심장 내부에 위치하게 된다.
시술은 통상적으로 1~2시간 정도 소요되고, 대개 수면 유도를 한 상태에서 진행된다. 시술 후에, 퇴원해서 정상적인 생활로 복귀할 수 있다.